# Port lotniczy U-Tapao
Port lotniczy U-Tapao (IATA: UTP, ICAO: VTBU) – port lotniczy położony 140 km na południowy wschód od Bangkoku, obsługujący Rayong i Pattaya, w Tajlandii.

## Linie lotnicze i połączenia
- Bangkok Airways (Ko Samui, Phuket)
- Thai Lion Air (Chiang Mai)
- Airasia (Kuala Lumpur)
- Flydubai (Dubai)
- Azur air (Seasonal charter:Moscow-vnukovo,Krasnoyarsk-International,Novosibirsk,Irkutsk,Samara,Tomsk,Yekaterinburg,Kemerovo Oblast,Omsk,Vladivostok,Ufa)
- SCAT Airlines (Seasonal charter:Astana,Almaty)